# Toyota Industries
Toyota Industries é uma empresa japonesa, fundadas em 18 de novembro de 1926 por Sakichi Toyoda e sua sede fica na cidade de Kariya, Japão.
Ela fabrica máquinas industriais e têxteis, empilhadeiras, dispositivos eletrônicos para automóveis, motores, equipamentos de manuseio de materiais entre outros. É uma empresa pertencente a Toyota Group.
Possui fábricas na Ásia, Europa, América do Norte e América do Sul.

## História
Foi fundada em 18 de novembro de 1926 com o nome de Toyoda Automatic Loom Works, Ltd. e que tinha o objetivo de fabricar e comercializar o tear automático desenvolvido por Sakichi Toyoda. No ano seguinte, em 1927, a fábrica de Kariya foi finalizada e iniciou suas operações, representando um marco importante para a empresa. Em 1929, a produção de máquinas de fiação começou e a patente do tear automático foi vendida para a empresa britânica Platt Brothers & Co., Ltd.
Em 1933, foi criado o Departamento de Automóveis com o intuito de fabricar veículos. Em 1934, a empresa concluiu a fábrica de produção de aço e a planta de produção experimental, além de finalizar o motor de automóvel tipo A, no ano de 1935 marcou a finalização do protótipo do carro de passageiros Modelo A1 e a revelação do caminhão Modelo G1 em uma exposição de novos carros em Shibaura, Tóquio. Em 1936, a Toyota realizou uma exposição para comemorar a conclusão do carro de passageiros produzido em massa, sendo designada como fabricante automotivo autorizado e em 1937, o Departamento de Automóveis se separou para formar a Toyota Motor.
Em 1940, a divisão de produção de aço se separou, formando a Toyota Steel Works, Ltd., agora conhecida como Aichi Steel, Em 1944, a fábrica de Obu iniciou suas operações, especializando-se na produção de fundições, já em 1948, a fábrica de Obu foi designada como a planta de produção de peças fundidas para a indústria automotiva. No ano seguinte, em 1949, as ações da empresa foram listadas nas Tóquio, Osaka e Nagoya.
Em 1951, a Toyota  Industries conseguiu produzir 100.000 fusos para a Indústria têxtil. No ano seguinte, em 1952, a empresa iniciou a fabricação de matrizes de prensagem para veículos. A fabrica de Kyowa começou suas atividades em 1953, focada na produção de motores e na montagem de automóveis, com a fabricação do motor a gasolina tipo S iniciando nesse período., a divisão de veículos foi criada em 1955, representando um novo avanço na trajetória da Toyota. Em 1956, a companhia introduziu no mercado seu primeiro modelo de empilhadeira, a empilhadeira de 1 tonelada, modelo LA e em 1957, iniciou a produção de componentes para o motor diesel tipo D e foi lançado o trator rebocador modelo LAT, com capacidade de 0,85 tonelada, no ano de 1958, começou a fabricação de veículos especiais para a APA. E em 1959, teve início a produção do motor a gasolina.

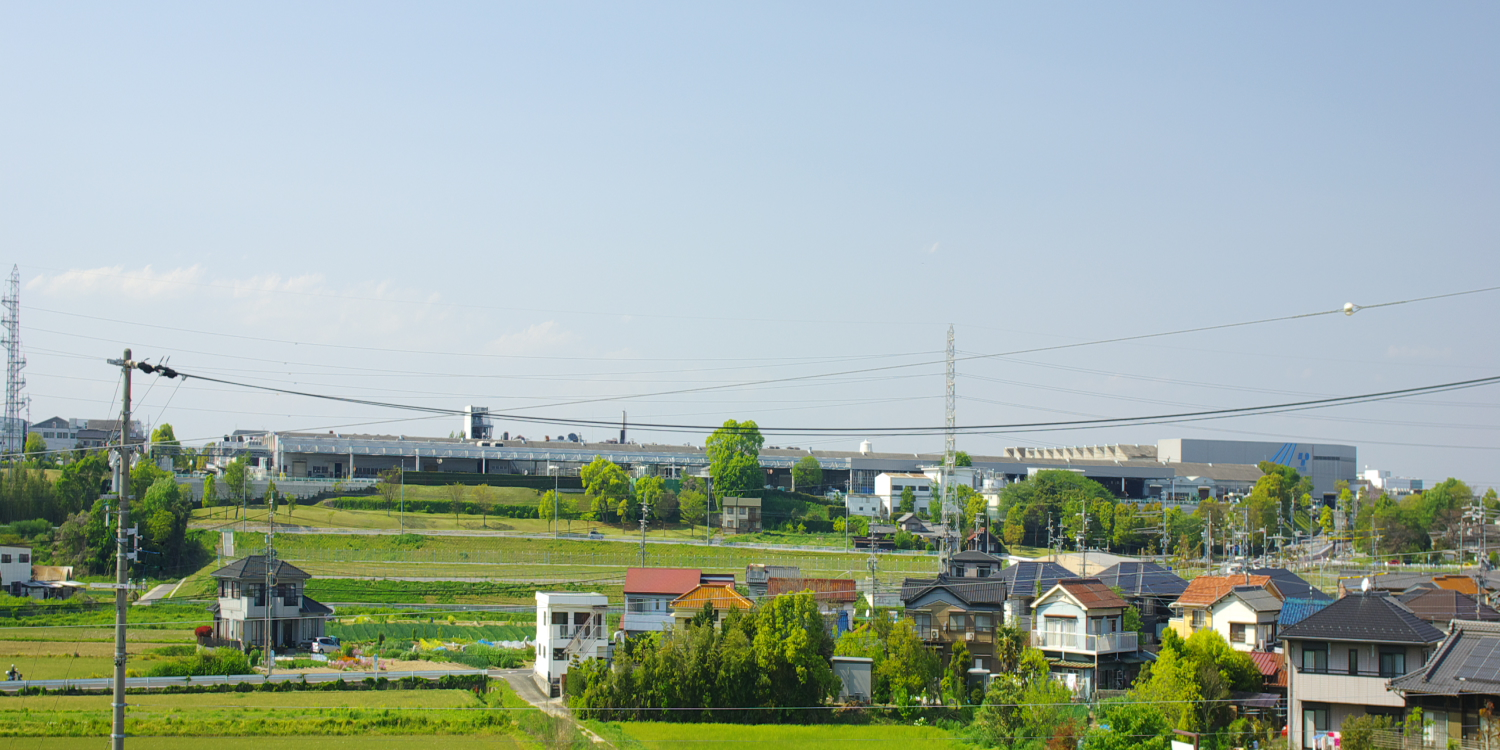
Fabrica de Nagakusa no Japão.

Em 1960, a Toyota concluiu a construção de uma instalação dedicada à produção de empilhadeiras na fabria de Kyowa, além de iniciar a fabricação de pás carregadeiras. Nesse ano, foram estabelecidos os Laboratórios de Pesquisa e Desenvolvimento Central, também em 1960, começou a produção de compressores de manivela de três cilindros, em 1963, deu-se início à fabricação do motor diesel tipo J, bem como à produção de máquinas de solda por fricção e caminhões basculantes. No ano seguinte, em 1964, começou a fabricação de compressores de placa oscilante de seis cilindros, e o Sistema Automatizado de Fiação Contínua da Toyota foi revelado, no ano de 1967, a produção mensal de veículos industriais atingiu 1.000 unidades, e a planta de Nagakusa começou a funcionar.
Em 1970 se teve o início das atividades da Fábrica de Takahama, focada na produção de veículos industriais. Lançamento do modelo de caminhão retrátil FBR10/15, em 1971 houve a implementação do sistema de organização em divisões e também a criação da Toyoda-Sulzer Manufacturing Ltd. em parceria com a empresa Suíça Sulzer para a fabricação de teares de projétil. A produção de veículos industriais atinge a marca de 100.000 unidades, em 1972 se iniciou a fabricação de empilhadeiras com protetor de cabeça integrado, em 1973 , a produção mensal de veículos industriais alcança 3.000 unidades, no ano de 1974, a  produção de compressores para ar-condicionado automotivo chega a 1 milhão de unidades e no seguinte teve a criação do departamento de compressores. A produção mensal da Fábrica de Nagakusa atinge 10.000 unidades em 1976 e me 1977 ocorre a separação da divisão de compressores da Divisão de Máquinas Têxteis e ano mesmo ano, a tecnologia de compressores de placa oscilante é licenciada para as montadoras estadunidenses Chrysler e Ford, em 1978 houve o lançamento do modelo FBE Narrow Ace, uma empilhadeira elétrica de três rodas com contrapeso.
Em 1982, a fábrica de Hekinan começa suas operações, fabricando motores a diesel para carros. A produção inicia com motores diesel do tipo C para veículos de passeio pequenos, em 1984, a Divisão de Motores se desmembra da Divisão de Veículos, no ano de 1985 ocorre a separação da Divisão de Motores da Divisão de Veículos e se início da fabricação do compressor 10PA17 e a produção de empilhadeiras atinge 500.000 unidades, a fabrica de Obu é repassada para Divisão de Fundição em 1986 e se tem a introdução do sistema de veículos guiados automaticamente, no mesmo ano, tem início da produção do motor a diesel 1Z de 3 litros de injeção direta para veículos industriais, já em 1987 é estabelecida a divisão de Eletrônica.
Em 1988, a produção do motor a diesel tipo C alcança 1 milhão de unidades. Fundação da Toyota Industrial Equipment Manufacturing, Inc. (TIEM) em Columbus, Indiana, Estados Unidos, em parceria com a Toyota Motor Corporation. Início da produção do quadro de fiação RX100, e no ano de 1989, é Fundada a Michigan Automotive Compressor, Inc. (MACI) em Jackson, Michigan, Estados Unidos, em parceria com a Nippondenso Co., Ltd. (atual DENSO Corporation). Início da produção do motor a diesel tipo HZ.
Em 1990 se tem início a fabricação do motor a gasolina modelo FZ e do controlador de empilhadeira elétrica B300 com transistor de indução estática SIT, em 1991 a produção de motores atinge a marca de 5 milhões de unidades, início da fabricação de semicondutores para veículos, incluindo IC para controle de veículos e controladores de motor de ventilador, em 1992 é iniciado a produção do tear a jato de ar JAT600 e dos sistemas automatizados de armazenamento e recuperação, em 1993 tem o lançamento da série de empilhadeiras contrabalançadas com motor de combustão interna, um ano depois é criada a Toyota Industry (Kunshan) Co., Ltd. na China, já em 1995 é estabelecida a Toyota Industrial Equipment, S.A. na França  e se inicia a produção do primeiro compressor de deslocamento variável do tipo prato oscilante de 7 cilindros (7SB), no mesmo ano a produção de empilhadeiras atinge 1 milhão de unidades e é fundada a Kirloskar Toyota Textile Machinery Pvt. Ltd. na Índia como uma joint venture com a empresa indiana Kirloskar, em 1996 tem início da produção do tear a jato de ar JAT610 em 1997 a produção de compressores atinge a marca de 100 milhões de unidades, no ano seguinte se tem a criação da TD Deutsche Klimakompressor GmbH na Alemanha como uma joint venture com a Denso para produzir compressores de ar-condicionado para automóveis e em 1999 é realizada a aquisição do negócio de tear a jato d'água da Nissan Texsys Co., Ltd.

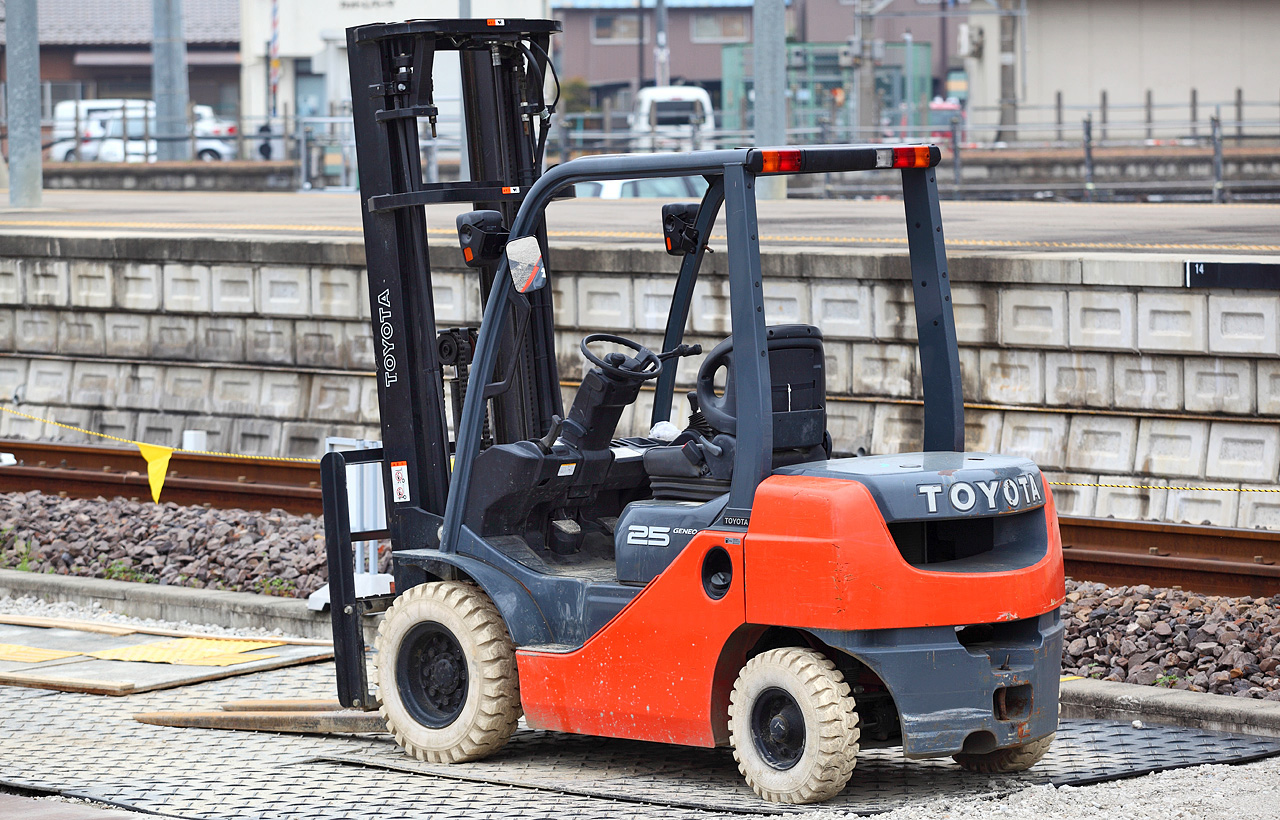
Empilhadeira fabricada pela Toyota Industries.

Em 2000 a companhia adquire a BT Industries AB da Suécia (atualmente Toyota Material Handling Europe AB), uma das maiores fabricantes de equipamentos de armazém do mundo, início da fabricação do conversor DC-DC para o automóvel Prius, a planta de Higashichita começa a operar, produzindo peças de fundição, em 2001  é adquirida a divisão de vendas de equipamentos industriais da Toyota Motor Corporation e no mesmo ano, o nome da empresa é alterado para Toyota Industries Corporation, no ano de 2002 é fundada a Advanced Logistics Solutions Co., Ltd. para planejar sistemas logísticos e operar centros de distribuição, ainda se tem Iinício da produção do motor a gasolina AZ e planta de Higashiura começa a funcionar, produzindo componentes de compressores.
Em 2003 é criada aa Toyota Material Handling (Shanghai) Co., Ltd. para comercializar empilhadeiras na China, ainda no mesmo ano a  Toyota Industries compra a Aichi Corporation, fabricante e vendedora japonesa de plataformas aéreas montadas em caminhões, em 2004, a produção total de motores atinge 10 milhões de unidades e a de compressores de ar-condicionado automotivo atinge 200 milhões de unidades, também é criada neste ano a TD Automotive Compressor Georgia, LLC (TACG) para fabricar compressores de ar-condicionado automotivo nos Estados Unidos, em 2005 são inauguradas a Toyota Industries Trading & Logistics (China) Co., Ltd. (TTLC) e a TD Automotive Compressor Kunshan Co., Ltd. (TACK) para fabricar compressores de ar-condicionado automotivo na China, no mesmo tem início da produção do motor a diesel AD.
No ano de 2006 é lançada uma nova empilhadeira com combustão interna contrabalançada GENEO, em 2007 tem início das operações da nova fábrica da empresa na cidade de Anjo para produzir equipamentos eletrônicos, um ano depois a companhia atinge a marca de 2 milhões de unidades de empilhadeiras vendidas e também começa a produção do motor a gasolina AR e em 2009, a produção total de compressores de ar-condicionado automotivo atinge 300 milhões de unidades.

### Unidades da Toyota Industries
Aqui estão mostradas as unidades que a empresa tem, sejam elas de produção, serviços ou escritórios ao redor do mundo em 31 de março de 2023.

## Japão
| Fabrica                 | Cidade     | País  | Ano de fundação | Produtos ou serviços                                                              |
| ----------------------- | ---------- | ----- | --------------- | --------------------------------------------------------------------------------- |
| Fabrica de Kariya       | Kariya     | Japão | 1927            | Fabricação de máquinas Têxteis e compressores                                     |
| Fabrica de Obu          | Obu        | Japão | 1944            | Fabricação de compressores                                                        |
| Fabrica de Kyowa        | Obu        | Japão | 1953            | Fabricação de prensas automotivas e baterias automotivas                          |
| Aichi Corporation       | Ageo       | Japão | 1962            | Fabricação de plataformas de trabalho aéreo                                       |
| Fabrica de Nagakusa     | Obu        | Japão | 1967            | Fabricação de Veículos                                                            |
| Fabrica de Takahama     | Takahama   | Japão | 1970            | Fabricação de Equipamentos e sistemas de manuseio de materiais                    |
| Fabrica de Hekinan      | Hekinan    | Japão | 1982            | Fabricação de Motores automotivos e para uso industrial, Turbocompressores        |
| Fabrica de Higashichita | Handa      | Japão | 2000            | Fundição de peças e fabricação de motores a diesel                                |
| Fabrica de Higashiura   | Higashiura | Japão | 2002            | Fabricação de Compressores                                                        |
| Fabrica de Anjo         | Anjo       | Japão | 2007            | Equipamentos Eletrônicos e produtos para veículos movidos a célula de combustível |
| Fabrica de Ishihama     | Higashiura | Japão | 2022            | Fabricação de Baterias automotivas                                                |

## Américas
| Unidades                                                                     | Cidade                | País           | Ano de fundação | Produtos ou serviços                                                                        |
| ---------------------------------------------------------------------------- | --------------------- | -------------- | --------------- | ------------------------------------------------------------------------------------------- |
| The Raymond Corporation                                                      | Greene                | Estados Unidos | 1922            | Produção, vendas e serviços pós-venda de equipamentos de movimentação de materiais          |
| Bastian Solutions, LLC.                                                      | Indianápolis          | Estados Unidos | 1952            | Integração de sistemas logísticos                                                           |
| Michigan Automotive Compressor, Inc.                                         | Parma                 | Estados Unidos | 1989            | Fabricação de Compressores                                                                  |
| TD Automotive Compressor Georgia, LLC.                                       | Pendergrass           | Estados Unidos | 2004            | Fabricação de Compressores                                                                  |
| Toyota Material Handling Mercosur Indústria e Comércio de Equipamentos Ltda. | São Bernardo do Campo | Brasil         | 2004            | Produção, vendas e serviços pós-venda de equipamentos de movimentação de materiais          |
| Toyota Material Handling North America, Inc.                                 | Columbus              | Estados Unidos | 2010            | Sede dos Estados Unidos para produção e vendas de equipamentos de movimentação de materiais |
| Toyota Industries Compressor Parts America, Co.                              | Pendergrass           | Estados Unidos | 2012            | Fabricação de compressores e Equipamentos eletrônicos                                       |
| Toyota Industries Commercial Finance, Inc.                                   | Dallas                | Estados Unidos | 2014            | Financiamento de vendas para equipamentos de movimentação de materiais                      |
| Toyota Advanced Logistics North America, Inc.                                | Indianápolis          | Estados Unidos | 2017            | Sede dos Estados Unidos para soluções logísticas                                            |

## Ásia
| Fabrica                                            | Cidade    | País      | Ano de fundação | Produtos ou serviços                                                               |
| -------------------------------------------------- | --------- | --------- | --------------- | ---------------------------------------------------------------------------------- |
| Toyota Industry (Kunshan) Co., Ltd.                | Kunshan   | China     | 1994            | Produção de equipamentos de manuseio de materiais e peças automotivas              |
| Kirloskar Toyota Textile Machinery Pvt. Ltd.       | Bangalore | Índia     | 1995            | Produção, vendas e serviços pós-venda de máquinas têxteis                          |
| Global Power Co. Ltd.                              | Qingdao   | China     | 2000            | Produção, vendas e serviços pós-venda de equipamentos de movimentação de materiais |
| TD Automotive Compressor Kunshan Co., Ltd.         | Kunshan   | China     | 2005            | Fabricação de Compressores                                                         |
| P.T. TD Automotive Compressor Indonesia            | Bekasi    | Indonésia | 2011            | Fabricação de Compressores                                                         |
| Yantai Shougang TD Automotive Compressor Co., Ltd. | Yantai    | China     | 2012            | Fabricação de Compressores                                                         |
| Tailift Material Handling Taiwan Co., Ltd.         | Taichung  | Taiwan    | 2014            | Produção, vendas e serviços pós-venda de equipamentos de movimentação de materiais |
| Toyota Industries Engine India Private Limited.    | Bangalore | Índia     | 2015            | Fabricação de motores a diesel                                                     |

## Europa
| Fabrica                                             | Cidade    | País          | Ano de fundação | Produtos ou serviços                                                                                      |
| --------------------------------------------------- | --------- | ------------- | --------------- | --- |
| Toyota Material Handling Europe AB                  | Mjölby    | Suécia        | 1946            | Sede europeia para produção e vendas de equipamentos de movimentação de materiais                         |
| Toyota Material Handling Manufacturing Sweden AB    | Mjölby    | Suécia        | 1946            | Fabricação de equipamentos de movimentação de materiais                                                   |
| Toyota Material Handling Manufacturing Italy S.p.A. | Bolonha   | Itália        | 1942            | Fabricação de equipamentos de movimentação de materiais                                                   |
| Toyota Material Handling Manufacturing France SAS   | Ancenis   | França        | 1995            | Fabricação de equipamentos de movimentação de materiais                                                   |
| Vanderlande Industries Holding B.V.                 | Veghel    | Países Baixos | 1949            | Fornecimento de soluções logísticas                                                                       |
| Viastore intralogistics holding GmbH                | Stuttgart | Alemanha      | 1889            | Integração de sistemas logísticos                                                                         |
| TD Deutsche Klimakompressor Gmbh                    | Bernsdorf | Alemanha      | 1998            | Fabricação de Compressores                                                                                |
| Uster Technologies AG                               | Uster     | Suíça         | 1875            | Produção, vendas e serviços pós-venda de instrumentos de medição de qualidade para fibras, fios e tecidos |